# شهرستان آق‌سو، جتی‌سو
شهرستان آق‌سو (به قزاقی: Ақсу ауданы، اقسۋ اۋدانى) یک شهرستان در قزاقستان است که در استان جتی‌سو واقع شده‌است.

## خصوصیات
بخش اکسو ۴۰٬۲۴۲ نفر جمعیت دارد.